# Ernesto Calindri
Ernesto Calindri (5 de febrero de 1909 – 9 de junio de 1999) fue un actor teatral, cinematográfico y televisivo de nacionalidad italiana.

## Biografía
Nacido en Certaldo, Italia, en el seno de una familia de actores, inició estudios de ingeniería. Debutó antes de los veinte años de edad, en 1928-29 y casi por casualidad, en la compañía teatral de Luigi Carini, imponiendo rápidamente en la escena su impecable dicción y su esbelta figura. En la temporada de 1937 fue llamado por Renato Simoni para hacer en Venecia el papel de Florindo en Il bugiardo, de Carlo Goldoni, iniciando a partir de entonces una brillante carrera e interpretando primeros papeles con un repertorio variado, junto a importantes actores como Sergio Tofano, Luigi Cimara, Antonio Gandusio, Emma Gramatica, Laura Adani y Evi Maltagliati. En 1939 se casó con la actriz Roberta Mari, que a menudo trabajó en escena con él. Uno de los hijos del matrimonio fue el actor y doblador Gabriele Calindri.

### Debut cinematográfico
Ernesto Calindri llegó al cine en 1935 con un papel en el film La sposa del re, de Duilio Coletti. En su mayoría, sus actuaciones fueron como actor de reparto en películas del género que en aquellos años se llamaba teléfono blanco. Quizás su interpretación más notable de ese período fue la que llevó a cabo en la película I bambini ci guardano, dirigida en 1943 por Vittorio De Sica.

### Éxitos teatrales y televisivos
Tras la Segunda Guerra Mundial, Calindri siguió actuando en el teatro, consiguiendo críticas elogiosas gracias a su innata elegancia y a su ironía, que le convirtieron en un intérprete ideal de las comedias burguesas ligeras. Formó compañía teatral junto a Laura Adani, Tino Carraro y el joven Vittorio Gassman, y en 1945, bajo la dirección de Luchino Visconti interpretó obras de Friedrich Schiller, Marcel Achard y Jean Cocteau. En 1950 creó su primera compañía propia, en la cual, entre otros, actuaron Lia Zoppelli, Valeria Valeri, Lauretta Masiero, Franco Volpi y Alberto Lionello.
El nuevo medio televisivo permitió a Calindri llegar a un amplio público. Debutó en la pequeña pantalla en 1958 con La spada di Damocle, obra dirigida por Vittorio Cottafavi a partir del texto de Alfredo Testoni. A esa actuación le siguieron otras producciones televisivas, entre ellas Sole d'autunno, dirigida por Giacomo Colli en 1963, y Paura per Janet, adaptación de un relato de Francis Durbridge dirigida por Daniele d'Anza. Además, Calindri fue presentador del programa de entretenimiento Il signore delle 21, emitido en mayo de 1962.
También en 1962 hizo su actuación cinematográfica más conocida, la del Comisario Malvasia en el film Tototruffa '62, acompañando a Totò y Nino Taranto.

### Publicidad
Con la difusión del cine y la televisión, el número de espectadores de teatro en Italia cayó drásticamente. Como muchos actores de talento antes de él, Calindri interpretó breves filmes publicitarios que se emitían en el popular programa Carosello. Entre las marcas para las que hizo publicidad estaban China Martini, actuando junto a su amigo y colega Franco Volpi, y Cynar.

### Últimos años
En las décadas de 1970 y 1980, siendo ya un personaje popular de la televisión, Ernesto Calindri nunca dejó de actuar en el teatro. A su actividad como infatigable intérprete, con un repertorio que abarcaba desde Georges Feydeau a Terence Rattigan, desde Eugene Ionesco a Luigi Pirandello, sumó la de la enseñanza teatral, que a partir de 1975, y durante una década, ejerció en la Accademia dei Filodrammatici de Milán. En esos años, también Interpretó a un general retirado en el programa televisivo Villa arzilla. En el verano de 1990 el productor Natale Barbone lo llamó para interpretar con Lauretta Masiero la obra "Casina", de Plauto, con dirección de Mario Morini.
En 1993 el presidente de la República Oscar Luigi Scalfaro le otorgó el título de Gran Oficial de la Orden al Mérito de la República Italiana. Su avanzada edad no parecía afectar a la energía y brillantez de Calindri y, de hecho, a los ochenta años sorprendió a todos interpretando en el teatro el musical Gigi, de Colette, en el cual incluso cantaba y bailaba.
Ernesto Calindri falleció mientras dormía en el Istituto dei Tumori de Milán el 9 de junio de 1999, unas horas después de haber cenado con los actores de la compañía teatral con la cual, a los 90 años, había empezado a representar El burgués gentilhombre, de Molière. Sus restos fueron enterrados en el Cementerio Comunal de Certaldo.

## Filmografía

### Cine
| - Freccia d'oro, de Piero Ballerini, Corrado D'Errico (1935) - La sposa del re, de Duilo Coletti (1938) - Finisce sempre così, de Enrico Susini (1939) - La forza bruta, de Carlo Ludovico Bragaglia (1941) - I bambini ci guardano, de Vittorio De Sica (1943) - La primadonna, de Ivo Perilli (1943) - T'amerò sempre, de Mario Camerini (1943) - Scadenza trenta giorni, de Luigi Giacosi (1944) - Incontro con Laura, de Carlo Alberto Felice (1945) - Una lettera all'alba, de Giorgio Bianchi (1948) - Al diavolo la celebrità, de Mario Monicelli, Steno (1949) - Ho sognato il paradiso, de Giorgio Pastina (1949) - Canzoni per le strade, de Mario Landi (1950) - Buon viaggio pover'uomo, de Giorgio Pastina (1951) - La presidentessa, de Pietro Germi (1952) - L'ultimo amante, de Mario Mattoli (1955) - Il momento più bello, de Luciano Emmer (1957) - Policarpo, ufficiale di scrittura, de Mario Soldati (1958) | - Rascel marine, de Guido Leoni (1958) - Le olimpiadi dei mariti, de Giorgio Bianchi (1960) - La ragazza di mille mesi, de Steno (1961) - Mariti a congresso, de Luigi Filippo D'Amico (1961) - Tototruffa '62, de Camillo Mastrocinque (1961) - Canzoni di ieri, canzoni di oggi, canzoni di domani, de Domenico Paolella (1962) - L'assassino si chiama Pompeo, de Marino Girolami (1962) - La smania addosso, de Marcello Andrei (1962) - La tigre dei sette mari, de Luigi Capuano (1962) - Le massaggiatrici, de Lucio Fulci (1962) - Venere imperiale, de Jean Delannoy (1962) - Divorzio alla siciliana, de Enzo Di Gianni (1963) - I due sergenti del generale Custer, de Giorgio Simonelli (1965) - Un ufficiale non si arrende mai nemmeno di fronte all'evidenza, firmato Colonnello Buttiglione, de Mino Guerrini (1973) - Ladri di saponette, de Maurizio Nichetti (1989) |

### Televisión
- Il cadetto di Winslow, de Terence Rattigan, con Alvaro Piccardi, Isabella Riva y Ernesto Calindri. Dirección de Franco Enriquez. 6 de junio de 1954.
- Questi ragazzi, de Gherardo Gherardi, con Ernesto Calindri, Monica Vitti y Sarah Ferrati. Dirección de Claudio Fino. 29 de junio de 1956.
- Si arrende a Bach, con Ernesto Calindri, Lauretta Masiero y Armando Bandini. Dirección de Enrico Colosimo. 6 de septiembre de 1961.

## Discografía parcial
- Dante - La divina commedia - Paradiso (Nuova Accademia Del Disco, BLI 2005, LP) con Giorgio Albertazzi, Tino Carraro, Anna Proclemer, Ottavio Fanfani